# Challenger de Winnetka
El Nielsen Pro Tennis Championships es un torneo profesional de tenis disputado en pistas duras. Pertenece al ATP Challenger Series. Se juega desde el año 1984 en Winnetka, Estados Unidos.

## Palmarés

### Individuales
| Año     | Campeón            | Finalista           | Resultado        |
| ------- | ------------------ | ------------------- | ---------------- |
| 2017    | Akira Santillan    | Ramkumar Ramanathan | 7–6(1), 6–2      |
| 2016    | Yoshihito Nishioka | Frances Tiafoe      | 6–3, 6–2         |
| 2015    | Somdev Devvarman   | Daniel Nguyen       | 7–5, 4–6, 7–6(5) |
| 2014    | Denis Kudla        | Farrukh Dustov      | 6-2, 6-2         |
| 2013    | Jack Sock          | Bradley Klahn       | 6-2, 6-2         |
| 2012    | John-Patrick Smith | Ričardas Berankis   | 3-6, 6-3, 7-63   |
| 2011    | James Blake        | Bobby Reynolds      | 6-3, 6-1         |
| 2010    | Brian Dabul        | Tim Smyczek         | 6-1, 1-6, 6-1    |
| 2009    | Alex Kuznetsov     | Tim Smyczek         | 6-4, 7-61        |
| 2008    | Rajeev Ram         | Scoville Jenkins    | 7–5, 6–4         |
| 2007    | Noam Okun          | Kevin Anderson      | 6–4, 6–3         |
| 2006    | Sam Querrey        | Andrea Stoppini     | 6–2, 6–3         |
| 2001-05 | No se disputó      | No se disputó       | No se disputó    |
| 2000    | Takao Suzuki       | Yoon Yong-Il        | 6–2, 6–4         |
| 1999    | Alex O'Brien       | Max Mirnyi          | 6–2, 6–2         |
| 1998    | Geoff Grant        | Diego Nargiso       | 5–7, 6–3, 7–5    |
| 1997    | Gianluca Pozzi     | Wayne Black         | 6–4, 6–2         |
| 1995-96 | No se disputó      | No se disputó       | No se disputó    |
| 1994    | Vince Spadea       | Cristiano Caratti   | 6–1, 4–6, 7–5    |
| 1993    | Kevin Ullyett      | Maurice Ruah        | 6–3, 6–2         |
| 1992    | Chuck Adams        | Steve Bryan         | 6–4, 6–4         |
| 1991    | Byron Black        | Todd Martin         | 6–4, 4–6, 6–2    |
| 1990    | Cristiano Caratti  | Chris Garner        | 7–6, 6–1         |
| 1989    | Brian Garrow       | Todd Martin         | 6–4, 6–2         |
| 1988    | Jeff Tarango       | Gianluca Pozzi      | 7–5, 5–7, 6–2    |
| 1987    | Simon Youl         | Roberto Saad        | 5–7, 7–6, 6–3    |
| 1986    | No se disputó      | No se disputó       | No se disputó    |
| 1985    | Barry Moir         | Harold Solomon      | 2–6, 7–5, 6–2    |
| 1984    | Marc Flur          | Mike Leach          | 6–3, 6–4         |

### Dobles
| Año     | Campeones                              | Finalistas                         | Resultado           |
| ------- | -------------------------------------- | ---------------------------------- | ------------------- |
| 2017    | Sanchai Ratiwatana Christopher Rungkat | Kevin King Bradley Klahn           | 7–6(4), 6–2         |
| 2016    | Stefan Kozlov John-Patrick Smith       | Sekou Bangoura David O'Hare        | 6–3, 6–3            |
| 2015    | Johan Brunström Nicholas Monroe        | Sekou Bangoura Frank Dancevic      | 4–6, 6–3, [10–8]    |
| 2014    | Thanasi Kokkinakis Denis Kudla         | Evan King Raymond Sarmiento        | 6-2, 7-64           |
| 2013    | Yuki Bhambri Michael Venus             | Somdev Devvarman Jack Sock         | 2-6, 6-2, 10-8      |
| 2012    | Devin Britton Jeff Dadamo              | John Peers John-Patrick Smith      | 1–6, 6–2, [10–6]    |
| 2011    | Treat Conrad Huey Bobby Reynolds       | Jordan Kerr Travis Parrott         | 7–6(7), 6–4         |
| 2010    | Ryler DeHeart Pierre-Ludovic Duclos    | Rik de Voest Somdev Devvarman      | 7–6(4), 4–6, [10–8] |
| 2009    | Carsten Ball Travis Rettenmaier        | Brett Joelson Ryan Sweeting        | 6–1, 6–2            |
| 2008    | Todd Widom Michael Yani                | Chen Ti Jose Statham               | 6–2, 6–2            |
| 2007    | Patrick Briaud Chris Drake             | Nicholas Monroe Izak van der Merwe | 7–6, 6–4            |
| 2006    | Cecil Mamiit Eric Taino                | Scoville Jenkins Rajeev Ram        | 6–2, 6–4            |
| 2001-05 | No se disputó                          | No se disputó                      | No se disputó       |
| 2000    | Lee Hyung-taik Yoon Yong-il            | Matthew Breen Luke Smith           | 2–6, 7–5, 6–3       |
| 1999    | James Blake Thomas Blake               | Max Mirnyi Alexander Reichel       | 6–4, 6–7, 6–3       |
| 1998    | Grant Silcock Myles Wakefield          | Geoff Grant Mark Merklein          | 1–6, 7–6, 7–6       |
| 1997    | Michael Sell Myles Wakefield           | Chad Clark Ben Ellwood             | 6–3, 7–6            |
| 1995-96 | No se disputó                          | No se disputó                      | No se disputó       |
| 1994    | Brian MacPhie David Witt               | Doug Flach Wade McGuire            | 7–5, 6–2            |
| 1993    | Wayne Arthurs Mark Petchey             | Pat Rafter Sandon Stolle           | 7–6, 6–7, 6–4       |
| 1992    | Andrew Kratzmann Roger Rasheed         | Rick Witsken Todd Witsken          | 6–3, 3–6, 6–3       |
| 1991    | Byron Black Scott Melville             | Keith Evans Dave Randall           | 6–4, 4–6, 6–2       |
| 1990    | Zeeshan Ali Menno Oosting              | Doug Flach Luis Herrera            | 4–6, 6–3, 6–2       |
| 1989    | Ville Jansson Scott Warner             | Bill Benjes Arthur Engle           | 6–7, 6–4, 6–4       |
| 1988    | Ricardo Acuña Royce Deppe              | Jared Palmer Pete Sampras          | 6–4, 6–4            |
| 1987    | Tobias Svantesson Jon Treml            | Pieter Aldrich Warren Green        | 6–3, 6–4            |
| 1986    | No se disputó                          | No se disputó                      | No se disputó       |
| 1985    | Ricky Brown Luke Jensen                | Kelly Evernden Brian Levine        | 6–4, 6–7, 6–4       |
| 1984    | Dan Goldie Michael Kures               | Ricardo Acuña Belus Prajoux        | 3–6, 6–4, 7–5       |